# Christian Dorda
Christian Dorda (Mönchengladbach, 6 dicembre 1988) è un allenatore di calcio ed ex calciatore tedesco, di ruolo difensore.

## Biografia
È nato a Mönchengladbach da padre albanese e madre polacca.

## Carriera
Di ruolo terzino sinistro, è cresciuto nelle giovanili del Borussia Mönchengladbach fino a divenire titolare della formazione Under-23. Nella stagione 2008-2009 viene fatto esordire in Bundesliga dal tecnico Hans Meyer, che l'8 novembre 2008 lo convoca per la prima volta e lo schiera subito titolare. Dopo una stagione al Greuther Fürth, nell'estate del 2012 si trasferisce nei Paesi Bassi all'Heracles Almelo.